# A dos tiempos de un tiempo
A Dos Tiempos de un Tiempo es el séptimo álbum de estudio grabado por el salsero puertorriqueño Gilberto Santa Rosa lanzado el 16 de octubre de 1992. Es un disco tributo a Tito Rodríguez.

## Lista de canciones
Esta información es adaptada de Allmusic.
| A Dos Tiempos de un Tiempo |                        |                                        |          |  |
| N.º                        | Título                 | Escritor(es)                           | Duración |  |
| 1.                         | «Mama Guela»           | Tito Rodríguez                         | 3:20     |  |
| 2.                         | «En la oscuridad»      | Rafael Solano                          | 3:54     |  |
| 3.                         | «El que se fue»        | Tito Rodríguez                         | 4:54     |  |
| 4.                         | «Mio»                  | Mandy y Mike Rivas                     | 4:02     |  |
| 5.                         | «Barangá»              | Justí Barreto                          | 4:15     |  |
| 6.                         | «Nuestro balance»      | Chico Novarro                          | 4:14     |  |
| 7.                         | «Que será»             | Pepe Delgado                           | 4:17     |  |
| 8.                         | «Buscando la melodía»  | Julio Blanco Leonard, Marcelino Guerra | 5:45     |  |
| 9.                         | «Monólogo»             | Chico Novarro                          | 3:40     |  |
| 10.                        | «Hoy te canto»         | Ángel "Cucco" Peña, Héctor Rossi       | 4:22     |  |
| 11.                        | «Tiemblas»             | Tite Curet Alonso                      | 4:17     |  |
| 12.                        | «Cuando, Cuando»       | Renis Boone Rodríguez                  | 3:51     |  |
| 13.                        | «En la soledad»        | Puchi Balseiro                         | 3:40     |  |
| 14.                        | «Abarriba cumbiaremos» | Osvaldo Buffarti                       | 4:23     |  |

## Rendimiento en listas
| Lista (1992)              | Posición |
| ------------------------- | -------- |
| Billboard Tropical Albums | 2        |